# Véronique Joffre (architecte)
Pour les articles homonymes, voir Joffre (homonymie).
Cet article concerne l’architecte. Pour l’illustratrice, voir Véronique Joffre (illustratrice).
Véronique Joffre, née en 1965 à Druelle, est une architecte française.

## Biographie
Véronique Joffre est née et a grandi à Druelle, dans l’Aveyron,. Elle étudie à l’école d'architecture de Toulouse, dont elle est diplômée en 1990. Elle débute ensuite sa carrière en agences en France et aux États-Unis, puis crée sa SELARL en 2007.
Depuis 2007, elle est membre du conseil d'administration de la Maison de l'Architecture Midi-Pyrénées. De 2007 à 2015, elle fait également partie du bureau de rédaction de la revue Plan Libre.
En 2010, elle devient maître-assistante associée à l’ENSA Toulouse.
En 2016, elle reçoit le Prix des femmes architectes,.

## Réalisations
- 1993 : groupe scolaire Paul-Cayla à Druelle
- 2002 : musée de la mine à Cagnac
- 2005-2008 : centre de loisirs du quartier Andromède à Beauzelle (avec Christian Valadas)[8]
- 2013 : maison médicale à Caussade[9]
- 2013 : Salle polyvalente à Balma[10]
- 2015 : logements « Les allées de Balma » à Balma[11]
- 2017-2019 : école Geneviève-Anthonioz-de-Gaulle à Toulouse[12]

## Récompenses
- Prix de la fondation Lounsbery et Académie d'architecture, 1991[5]
- Prix des femmes architectes, 2016